# Rudnik (przystanek osobowy)
Rudnik – kolejowy przystanek osobowy w Lublinie, w dzielnicy Ponikwoda, w województwie lubelskim, położony w km 102,348 na linii kolejowej nr 30.

## Historia
W ramach remontu linii kolejowej w 2012 roku został poddany gruntownej przebudowie. Zabudowano go według standardu 100 m długości i 550 mm wysokości. Oświetlono latarniami sodowymi, dostosowano do potrzeb osób niepełnosprawnych, wyposażono w przeszkoloną wiatę, ławki, śmietniki oraz gabloty z rozkładem jazdy. Przy wejściu znajdują się 3 stojaki rowerowe.
Przy przystanku brak parkingu samochodowego.

## Ruch pasażerski
Przystanek znajduje się z dala od zwartej zabudowy mieszkalnej. Jest częścią trasy pociągów Łuków – Lublin przewoźnika PolRegio. 
Od grudnia 2024 roku codziennie zatrzymywało się tutaj 7 par pociągów regionalnych (5 w weekendy) zapewniających dojazd do Łukowa, Radzynia Podlaskiego, Parczewa oraz Lubartowa i Lublina.
Dobowa wymiana pasażerska oraz miejsce w rankingu ogólnopolskim:
| Rok  | Ilość pasażerów | Miejsce w Polsce |
| ---- | --------------- | ---------------- |
| 2017 | 0-9             | 2464             |
| 2018 | 0-9             | 2503             |
| 2019 | 0-9             | 2554             |
| 2020 | 0-9             | 2521             |
| 2021 | 0-9             | 2593             |
| 2022 | 0-9             | 2560             |
| 2023 | 0-9             | 2695             |